# Zingel balcanicus
Zingel balcanicus е вид бодлоперка от семейство Percidae.

## Разпространение
Видът е разпространен в Гърция и Северна Македония.

## Описание
На дължина достигат до 15,5 cm.